# Musée de Gajac
Pour les articles homonymes, voir Gajac (homonymie).
Le musée de Gajac, ouvert depuis 1999 à Villeneuve-sur-Lot, est un musée d'art (XVIe au XXe siècle) et un lieu d'expositions temporaires. La mise en valeur du patrimoine et l'ouverture à l'art contemporain font partie de sa mission. Il est l'un des grands centres d'art de la région.

## Historique
Situé sur les bords du Lot en plein centre de Villeneuve-sur-Lot, le musée de Gajac était originellement un moulin à eau.
Le « Moulin de Gajac » est ainsi mentionné dans l'acte de fondation de la bastide remontant à 1264. Le moulin à proprement parler fut fondé en 1185 par la puissante abbaye bénédictine d'Eysses. Il était alors doté de quatre paires de meules et fournissait les besoins en farine des moines. Lors des guerres de religion, le bâtiment fut saccagé et subit alors des travaux de restauration et d'extension. Pour des raisons financières, l'abbaye le vendit à de riches marchands villeneuvois, les Bercegol, au XVIIIe siècle. En 1860, un négociant de Bordeaux, Jean-Osmin Jaubert, en fit l'acquisition et le transforma en véritable minoterie industrielle. En 1896, la société Renoux modifia une nouvelle fois la fonction de ce moulin médiéval : elle y installa des turbines afin de produire de l'électricité.
En 1946, lors de la nationalisation de la production de l'électricité, le moulin devint le siège régional d'EDF. À la fin des années 1960, sa digue fut détruite et l'édifice cessa alors toute activité. La ville s'intéressa dès 1969 à ce site qui fut alors classé. Ainsi, Georges-Henri Rivière, passionné d'écomusées et de musées de société, venu en inspection, suggéra d'aménager le lieu. La ville fit l'acquisition du moulin en 1981. L'intérieur et la couverture du moulin ont été complètement modifiés entre 1986 et 1989 sous l'impulsion du conservateur départemental Louis Moyret.

## Le musée
Le musée est inauguré en 1999 avec une exposition intitulée Rêve de pierre, dans scénographie des gravures de Piranèse par Benoit Peeters et François Schuiten.
Le musée, qui a intégré les collections du musée Gaston Rapin depuis 1996, comprend une aile contemporaine divisé en deux espaces distincts : l'un consacré à une partie des collections permanentes présente des tableaux et sculptures des XVIIe au XXe siècles, l'autre étant réservé aux expositions temporaires.

## Collections
- Piranèse (gravures)
- Antoine Coypel
- Hippolyte Flandrin
- Eva Gonzalès
- Maurice Réalier-Dumas
- André Crochepierre
- Antoine Bourlange
- Georges Rohner
- René Iché
- Roland Bierge
- Maria Manton
- Louis Nallard
- Chantal Lanvin
- Louis Latapie
- Louttre.B
- Ray Letellier
- Roland Oudot
- Jean-Pierre Pophillat
- Éliane Thiollier
- Mohamed Aksouh
- José Subirà-Puig
- May Zao
- Adolphe Cieslarczyk

## Artistes exposés depuis 2002
Tiang Bing Li, Louttre.B, Christian Babou, Claude Viallat, Pierre Alechinsky, Pierre Clerk, Albert Bitran, Jean-Marc Ehanno, François Peltier, Adolphe Cieslarczyk…

Œuvres conservées au musée de Gajac
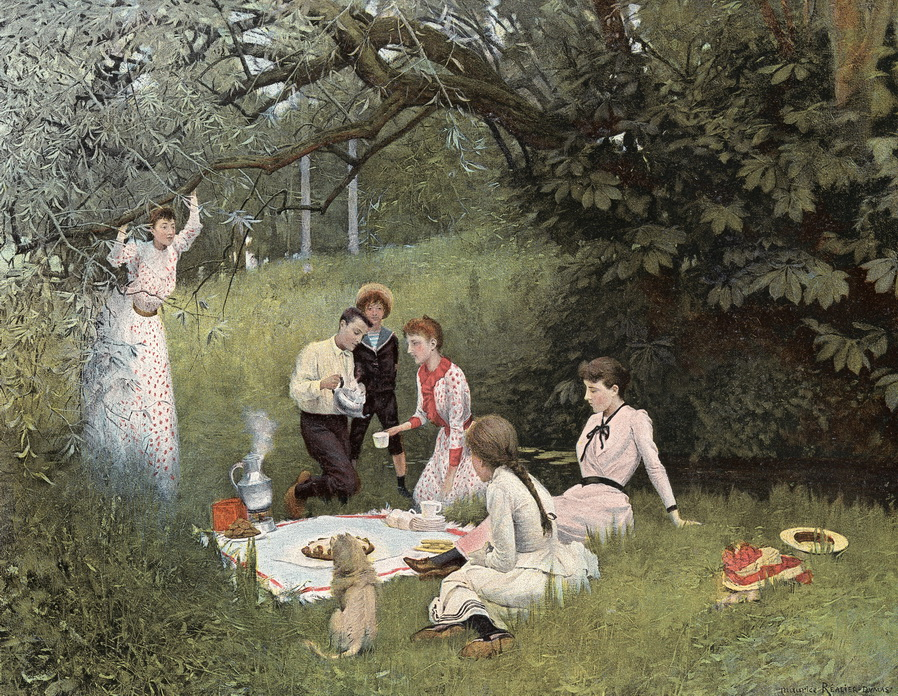
Maurice Réalier-Dumas, Le Goûter sur l'herbe (1892).
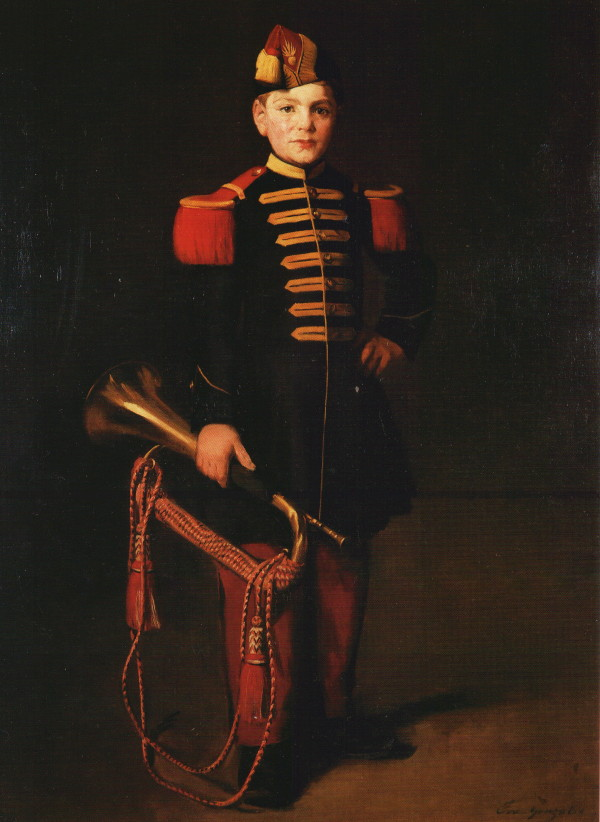
Eva Gonzalès, Enfant de troupe (1870).